# Miliaria
La miliaria, comunemente nota come sudamina, è uno stato infiammatorio acuto della cute caratterizzato dalla comparsa di un'eruzione pruriginosa causata dall'ostruzione delle ghiandole sudoripare e la conseguente ritenzione del sudore negli strati sottocutanei.

## Epidemiologia
Si presenta con maggior frequenza nelle regioni caldo-umide quando la pelle si trova nelle condizioni di non poter eliminare il sudore prodotto. Allo stesso modo può verificarsi anche nelle regioni a clima più rigido se l'individuo, vestendosi in maniera troppo pesante, non permette il normale flusso del sudore attraverso la pelle.

## Classificazione
La sudamina viene usualmente suddivisa in tre tipologie:
- Miliaria rubra: è la forma più comune di sudamina. L'ostruzione dei dotti delle ghiandole sudorifere causa il rilascio di sudore negli strati più profondi della pelle provocando una locale reazione infiammatoria caratterizzata dalla formazione di vescicole  puntiformi pruriginose che rendono la zona colpita arrossata e ruvida.
- Miliaria cristallina: forma di sudamina che riguarda le aree più superficiali. È la forma più leggera di sudamina, localizzata a livello superficiale. Le vescicole, puntiformi, sono caratterizzate dall'assenza di stato infiammatorio, manca perciò spesso il prurito e il rossore.
- Miliaria profonda: è la forma più grave di sudamina poiché l'ostruzione dei dotti delle ghiandole sudorifere è avvenuto negli strati profondi dell'epidermide. Questo tipo di sudamina si presenta con papule di più grosse dimensioni rispetto alle altre forme di sudamina, localizzate ad un livello più profondo che spesso possono essere causa di bruciore o dolore e sfociare nella formazione di piaghe cutanee.

## Eziologia
La causa della sudamina è da ascriversi all'incapacità della pelle di eliminare il sudore prodotto. Il clima caldo-umido favorisce la produzione di sudore che, se impossibilitato a raggiungere la superficie cutanea, può sfociare in sudamina. La presenza di abiti troppo aderenti o di tessuti che non facilitano la traspirazione della pelle sono fattori che causano l'insorgenza della sudamina.

## Cure e prevenzione
Dato che l'insorgenza della sudamina è causata dalla mancata liberazione del sudore prodotto, tutti i fattori che permettono il normale flusso del sudore ne impediscono l'insorgenza, oltre che ovviamente evitando le situazioni che inducono la sudorazione. Ambienti con temperature meno calde o umide diminuiscono la produzione di sudore, così come l'evitare il contatto prolungato con abiti o tessuti che non permettono la traspirazione può diminuire l'incidenza della sudamina.
Essendo una patologia a carattere infiammatorio spesso caratterizzata da prurito intenso, l'utilizzo di antistaminici risulta utile a livello sintomatico per ridurre il prurito mentre prodotti a base di cortisonici, oltre a diminuire il prurito, combattono l'infiammazione sebbene non siano sempre indicati in caso di infiammazione estesa. Prodotti come polveri aspersorie a base di mentolo, possono risultare utili a livello sintomatico perché in grado di alleviare il prurito, ma sono controindicati perché, tendendo a ostruire i dotti sudoriferi, rischiano di peggiorare il quadro clinico. La terapia farmacologica riveste un ruolo limitato nella cura della sudamina se non se ne eliminano i fattori scatenanti.